# 楊邑
楊 邑（よう ゆう、生没年不詳）は、漢の朝鮮半島における植民地楽浪郡の漢人郡僚。『後漢書』巻七六の王景伝には、建武6年（30年）、大将軍・楽浪大守を自称していた王調を、楽浪郡の土着漢人であった王景の父の王閎とともに殺害した人物として、郡決曹吏の楊邑の名を記している。楊邑も土着の漢人で郡僚となった者とみられる。
前漢の帝位を王莽が簒奪して建国された新は、匈奴の征討に失敗して国力を疲弊させてしまう。各地で反乱が相次ぐなか、王莽が殺されて新は滅亡する。混乱に乗じた楽浪郡の王調は、23年に楽浪太守の劉憲を殺害して、自ら「大将軍・楽浪太守」と称した。王調は後漢の支配に7年間も抵抗したが、30年に光武帝は王遵を派兵、抵抗運動の鎮圧に乗り出した。王遵が軍隊を率いて遼東に至ると、郡三老王閎・郡決曹吏楊邑などが王調を殺害した。